# William Dean Howells
William Dean Howells (Ohio, 1 de março de 1837 – Nova Iorque, 11 de maio de 1920) foi um autor estadunidense do período do realismo e crítico literário.

## Obras escolhidas
- Their Wedding Journey, 1871
- A Chance Acquaintance, 1873
- A Foregone Conclusion, 1875
- A Modern Instance, 1882
- The Rise of Silas Lapham, 1885
- Indian Summer (1886)
- The Shadow of a Dream, 1890
- The Day of Their Wedding, 1895
- A Traveller from Altruria, 1892-3
- The Whole Family: a Novel by Twelve Authors

## Outras obras
- A Counterfeit Presentment (1877)
- The Lady of the Aroostook (1879)

As obras seguintes foram escritas no período em que ele residiu na Inglaterra e Itália, como, por exemplo, The Rise of Silas Lapham em 1885.
- The Undiscovered Country (1880)
- A Fearful Responsibility (1881)
- Dr. Breen's Practice (1881)
- A Woman's Reason (1883)
- Three Villages (1884)
- Tuscan Cities (1885)

Howells voltou aos Estados Unidos em 1886. Escreveu vários tipos de obras, incluindo ficção, poesia e farsas, das quais The Sleeping-Car, The Mouse-Trap, The Elevator e Out of the Question são características.
- The Minister's Charge (1886)
- Annie Kilburn (1887/88)
- Modern Italian Poets (1887)
- April Hopes (1888)
- Criticism and Fiction (1891)
- The World of Chance (1893)
- The Coast of Bohemia (1893)
- My Year In a Log Cabin (1893)
- The Story of a Play (1898)
- Ragged Lady (1899)
- Their Silver Wedding Journey (1899)
- The Flight of Pony Baker (1902)
- The Kentons (1902)
- Questionable Shapes (1903)
- Son of Royal Langbrith (1904)
- London Films (1905)
- Certain Delightful English Towns (1906)
- Between the Dark and the Daylight (1907)
- Through the Eye of the Needle, A Romance (1907)
- Heroines of Fiction (1908)
- My Mark Twain: Reminiscences (1910)
- New Leaf Mills (1913)
- Seen and Unseen at Stratford-on-Avon: A Fantasy (1914)
- The Leatherwood God (1916)

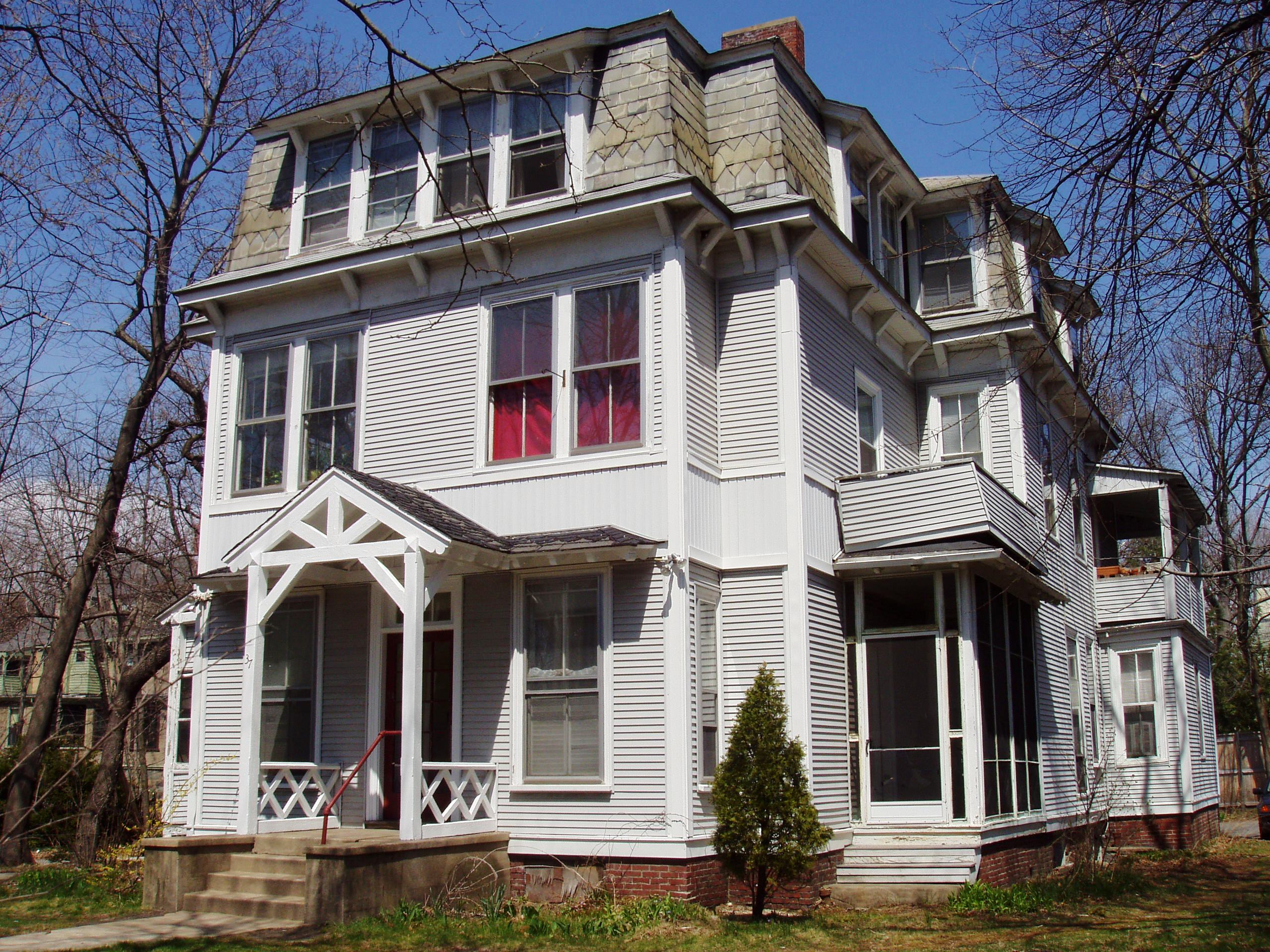
Residência de William Dean Howells e sua família entre 1872-1878 (Cambridge).

Seus poemas foram reunidos em 1873 e 1886, e um volume sob o título Stops of Various Quills surgiu em 1895. Ele foi o fundador da escola realista estadunidense influenciada por escritores russos e por Balzac, a qual tinha pouca simpatia por qualquer outra forma de ficção, embora ele procurasse encorajar novos escritores nos quais descobria algo inovador. Seu trabalho ficcional foi um dos mais influentes nos Estados Unidos, nas duas últimas décadas do século XIX.

## Coletâneas
- Novels 1875-1886: A Foregone Conclusion, A Modern Instance, Indian Summer, The Rise of Silas Lapham. Edwin M. Cady, ed., "Library of America", 1982. ISBN 978-0-94045004-2
- Novels 1886-1888: The Minister's Charge, or The Apprenticeship of Lemuel Barker; April Hopes; Annie Kilburn;  The Rise of Silas Lapham (Don L. Cook, ed., "Library of America", 1989. ISBN 978-0-94045051-6